# بیمارستان امیراعلم
بیمارستان امیراعلم یکی از قدیمی‌ترین بیمارستان‌های ایران است که به همت دکتر امیرخان امیراعلم در سال ۱۲۹۷ ه‍.خ در شهر تهران(خیابان انقلاب،دروازه دولت ابتدا خیابان سعدی) بنیان نهاده شد. این بیمارستان در حال حاضر بزرگترین و معروفترین مرکز درمانی گوش و حلق و بینی در ایران و خاورمیانه است.

## تاریخچه

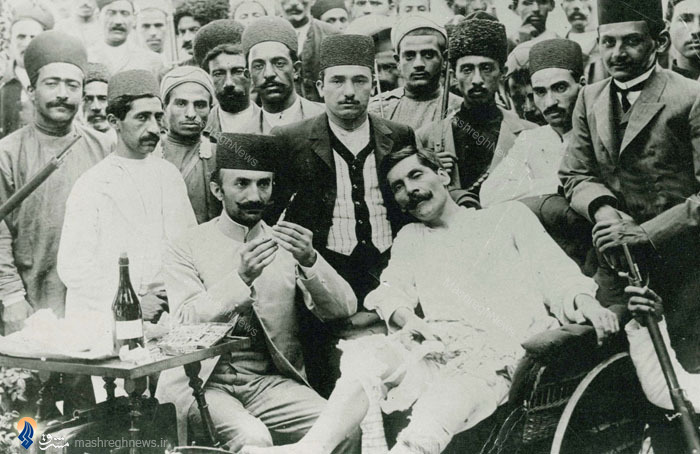
دکتر امیراعلم در حال مداوای یکی از مجروحین در جریان جنبش مشروطه ایران

بیمارستان امیراعلم در ابتدا با نام «بیمارستان نسوان» آغاز به فعالیت کرد. هدف از ایجاد آن زایشگاه و آموزش و تربیت پرستار و ماما بود. این مرکز تا سال ۱۳۱۹ ه‍.خ جزء مؤسسات تابعه کل مملکتی بود و سپس زیر نظر وزارت بهداری قرار گرفت. در سال ۱۳۲۲ بخش زنان این بیمارستان به بیمارستان زنان در خیابان انقلاب کنونی انتقال یافت و بخش‌های درمانی گوش و حلق و بینی، چشم پزشکی، اطفال و دندانپزشکی جایگزین گردید. در سال ۱۳۲۳ با تصویب شورای دانشگاه این بیمارستان به پاس خدمات ارزشمند دکتر امیراعلم و به نام بنیانگذار آن «بیمارستان امیراعلم» نام گرفت.
این بیمارستان در منطقه ۱۲ شهرداری تهران، خیابان سعدی شمالی، نبش کوچه معمارمخصوص واقع شده‌است و در حال حاضر وابسته به دانشگاه علوم پزشکی تهران است.